# Biserica de lemn din Leurda

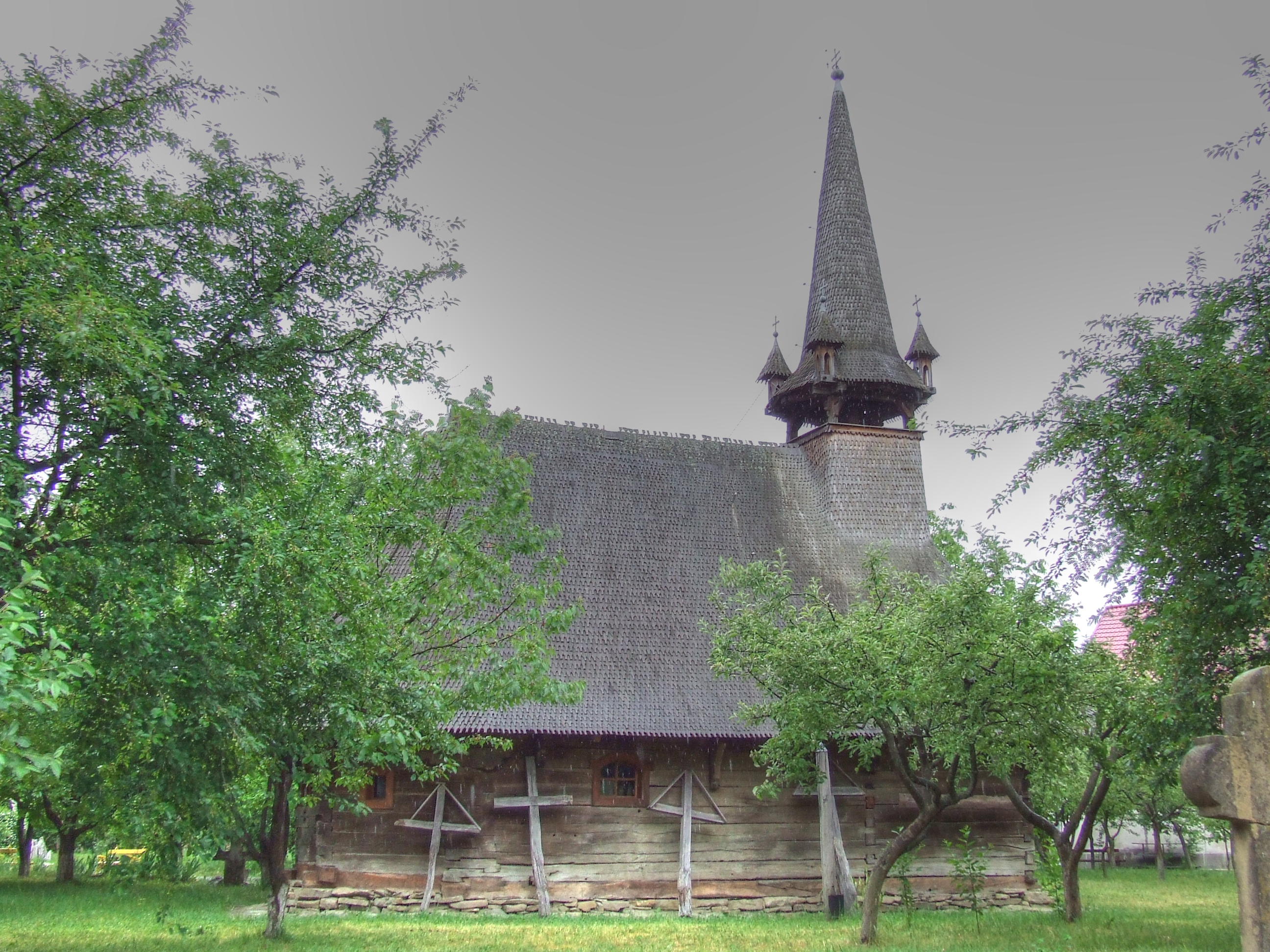
Vechea biserică de lemn greco-catolică din Leurda, județul Cluj, mutată în curtea Complexului Muzeal Bistrița. Foto: 2009

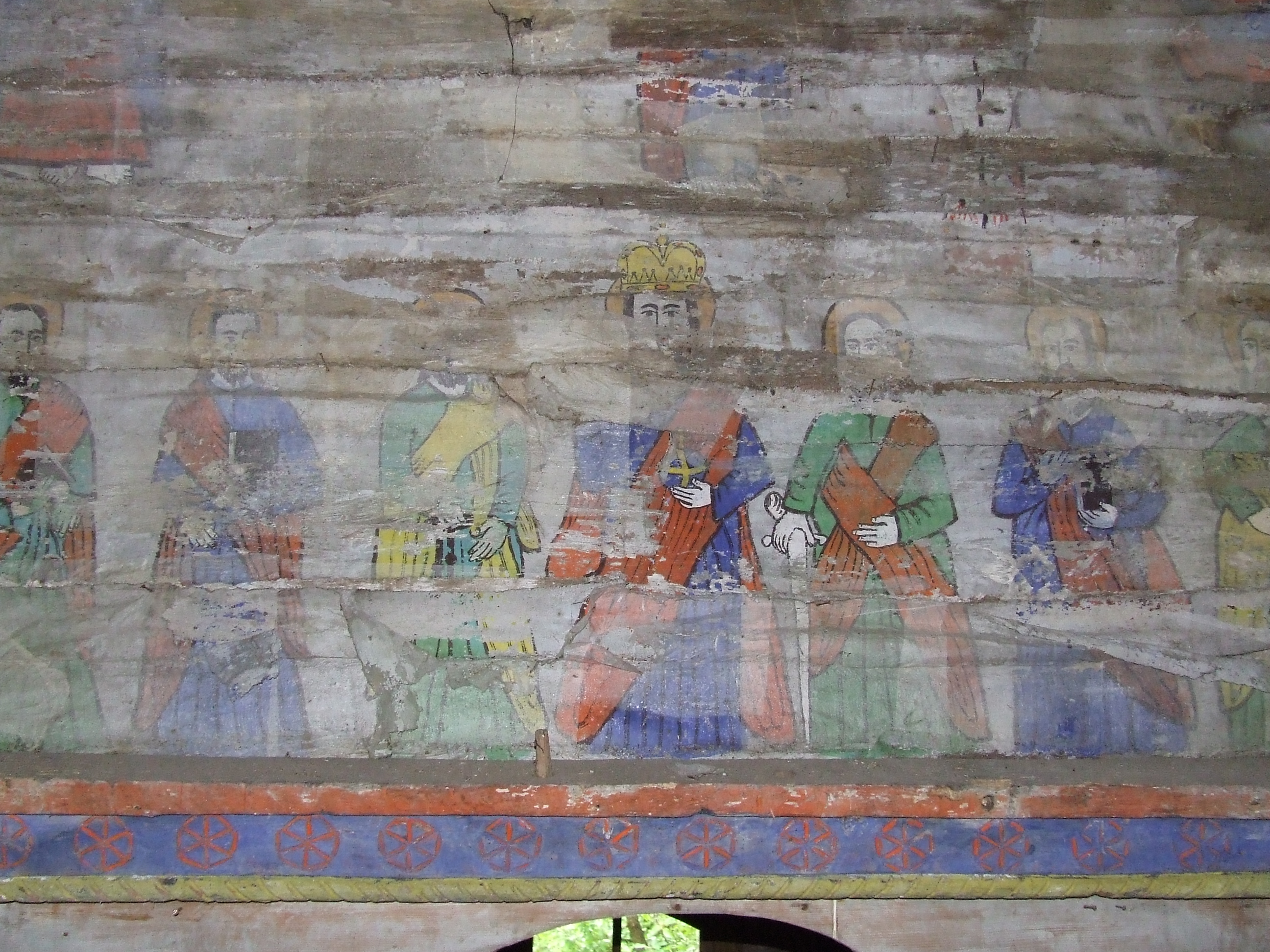
Pictura bisericii de lemn din Leurda, județul Cluj. Foto: 2009

Vechea biserică de lemn greco-catolică din Leurda, comuna Cășeiu, județul Cluj, datează din a doua jumătate a secolului XVIII-lea și are hramul „Sfinții Apostoli Petru și Pavel”. În anul 1998 biserica a fost mutată în curtea Complexului Muzeal Bistrița. Cu ocazia mutării, biserica a fost restaurată.

## Istoric și trăsături
Construită la mijlocul secolului XVIII în Cășeiu, micul edificiu de cult a fost vândut parohiei Chiuești un secol mai târziu, iar în 1894, credincioșii din Chiuești au dăruit biserica credincioșilor din Leurda. Drumul bisericuței nu se oprește aici, aceasta poposind din anul 1998 în curtea Muzeului Județean Bistrița-Năsăud.
Monument de mici dimensiuni (11 m lungime și 7 m lățime), edificiul este împărțită în pronaos, naos și absida altarului. Intrarea în biserică se face prin pronaos, peretele de sud adăpostind ușa. Pronaosul este tăvănit. Câteva urme de pictură se pot vedea atât pe pereții pronaosului cât și pe tavan. Din pronaos se face intrarea în podul bisericii și mai departe spre clopotniță, care este amplasată peste pronaos. Turnul-clopotniță are o galerie cu parapet. Coiful turnului este poligonal cu baza pătrată iar ca decorațiuni regăsim la fiecare colt al bazei turnului câte un mic turnuleț. 
Trecerea din pronaos spre naos se face printr-o intrare frumos decorată. Naosul are o boltă semicilindrică. Spre altar duc trei intrări. Ușile împărătești ce își aveau locul în aceste intrări ale iconostasului se păstrează azi în colecția Muzeului de Istorie a Transilvaniei din Cluj-Napoca. Pe o latură se află următoarea inscripție: „Această dveră au plătit popa Vasile cu crâste Vasile pîntru ertare(a) păcatelor sale”. Pictura bisericii a fost realizată de zugravi de la Nicula. 

## Imagini

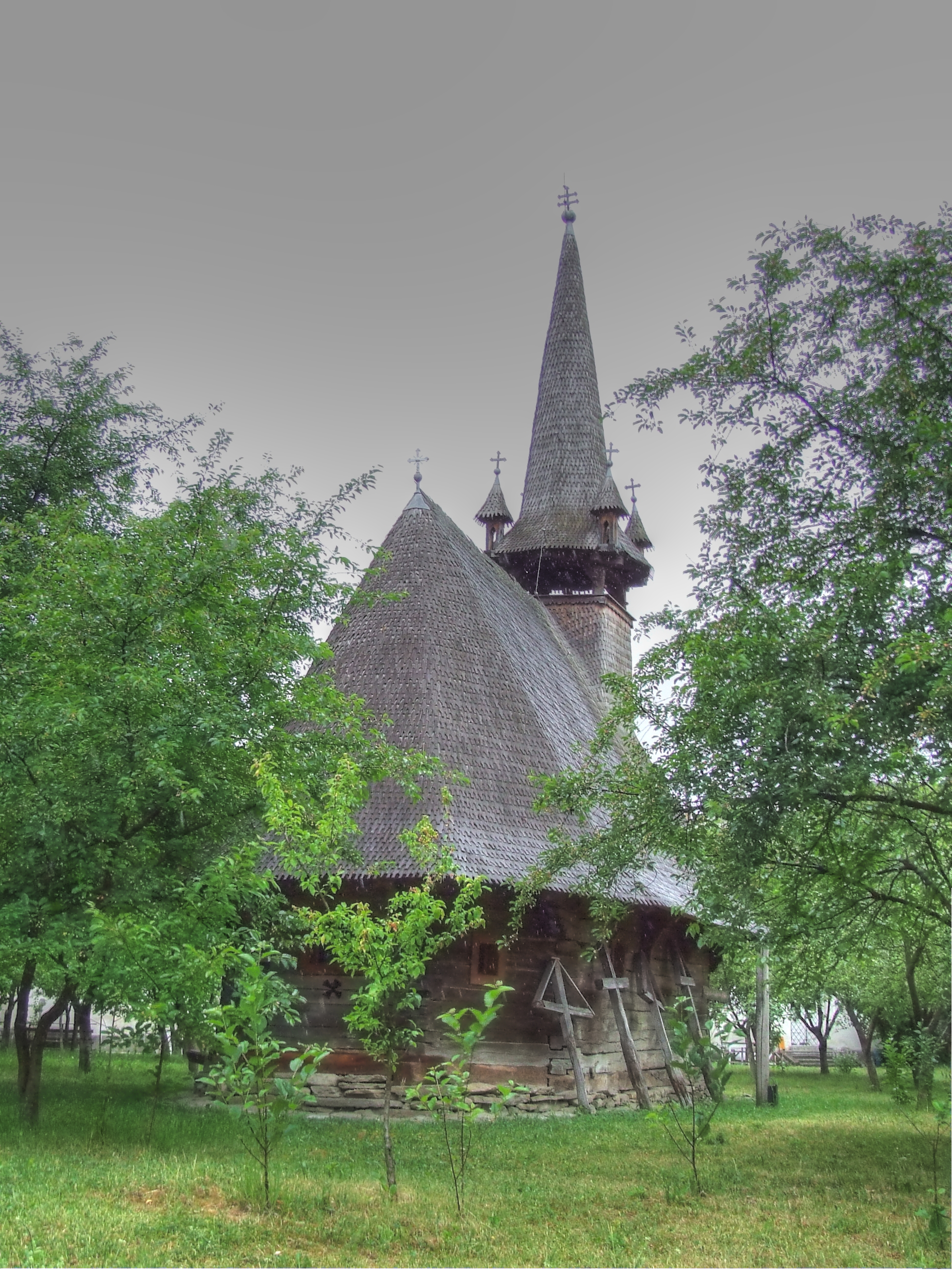
Biserica , văzută din est
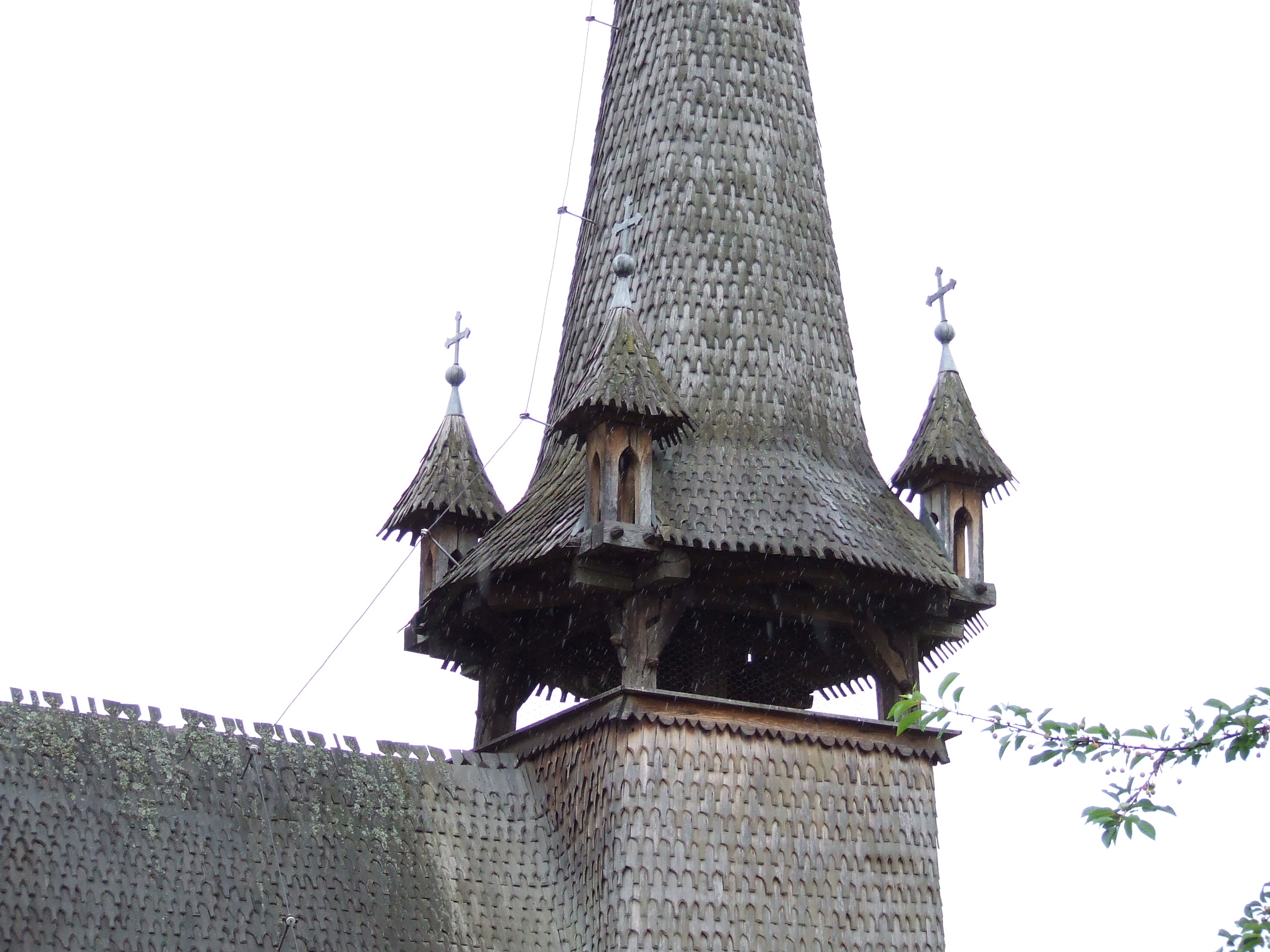
Galeria turnului
Portalul exterior
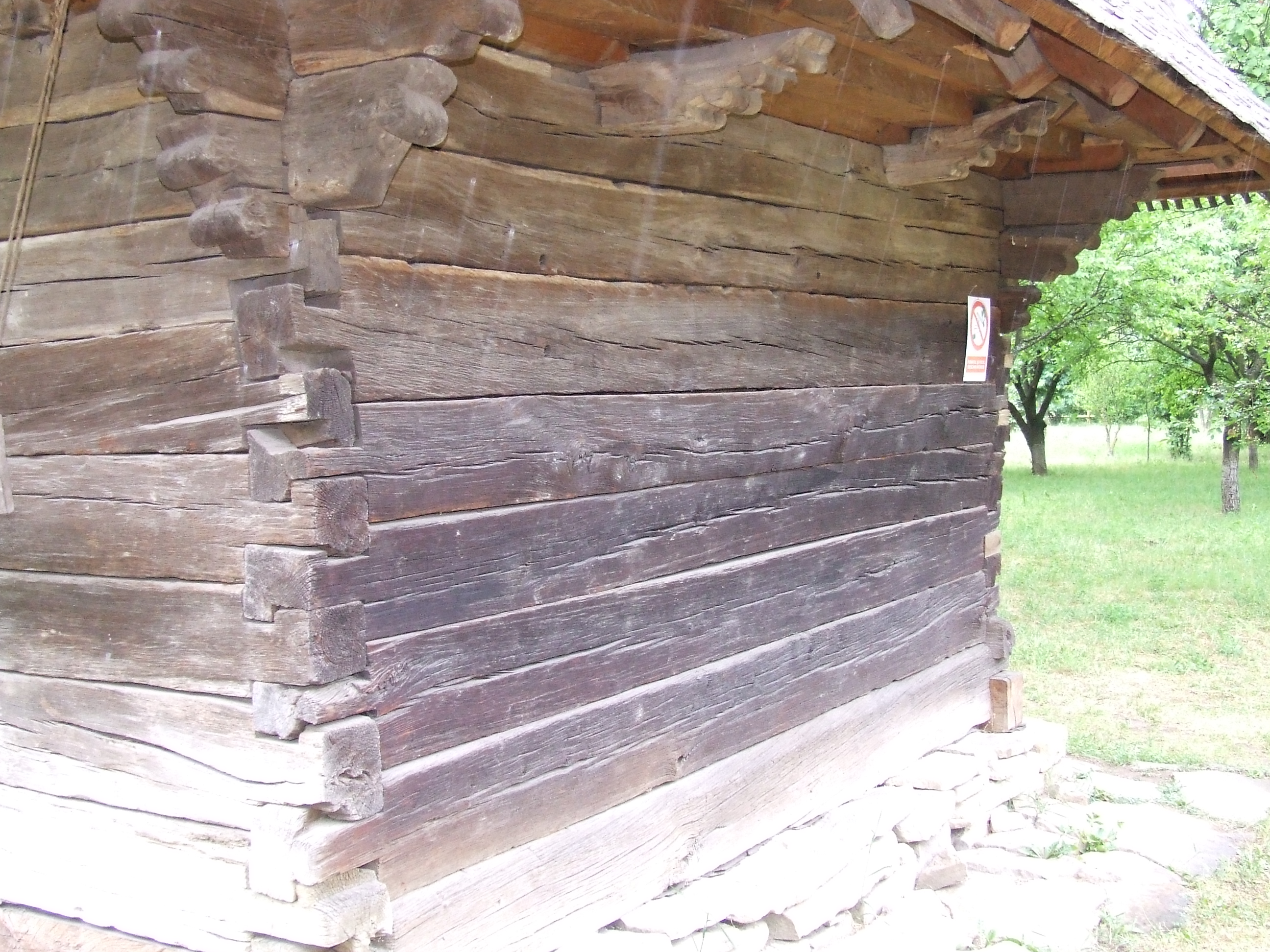
Peretele de vest
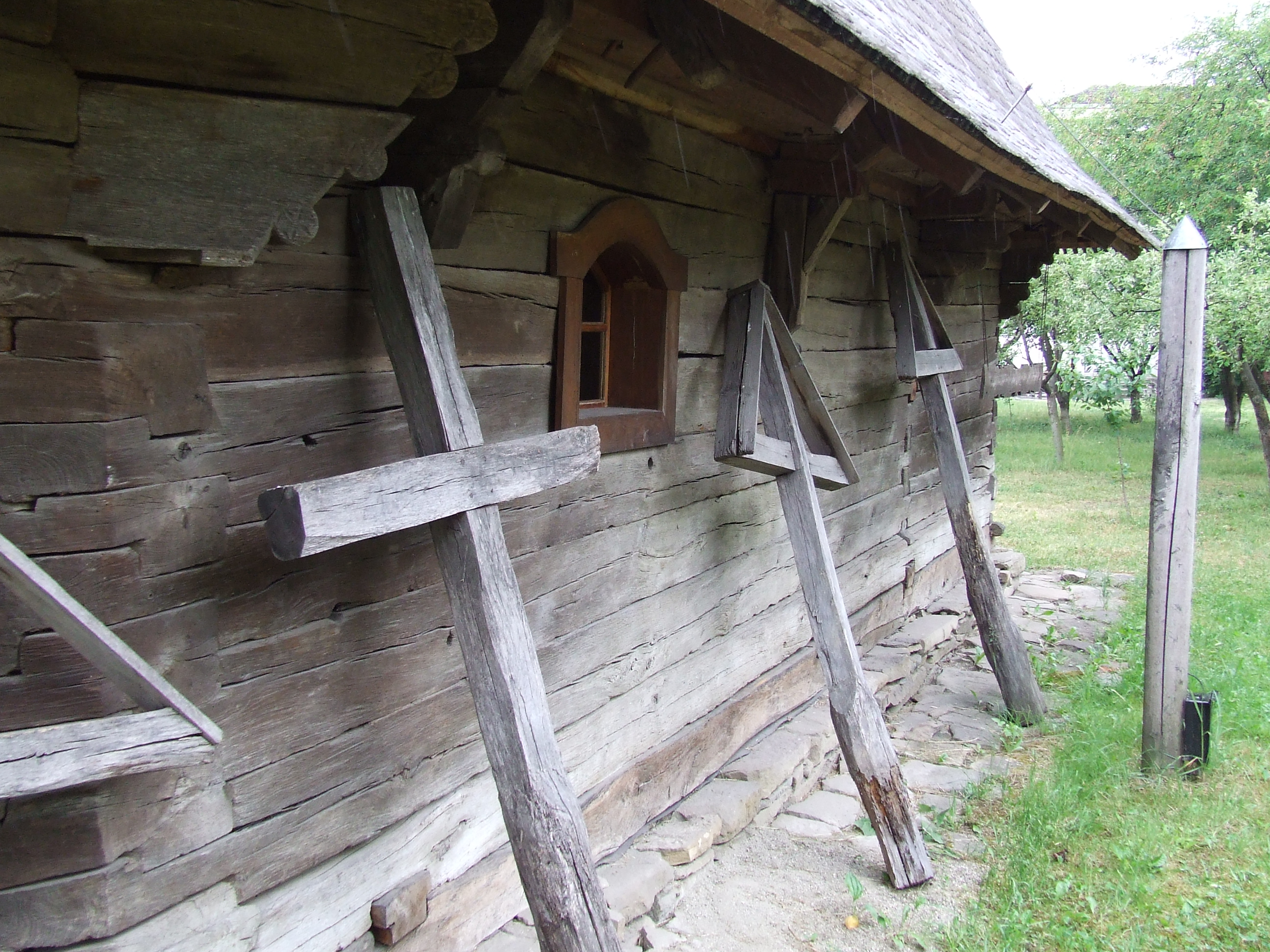
Peretele de nord
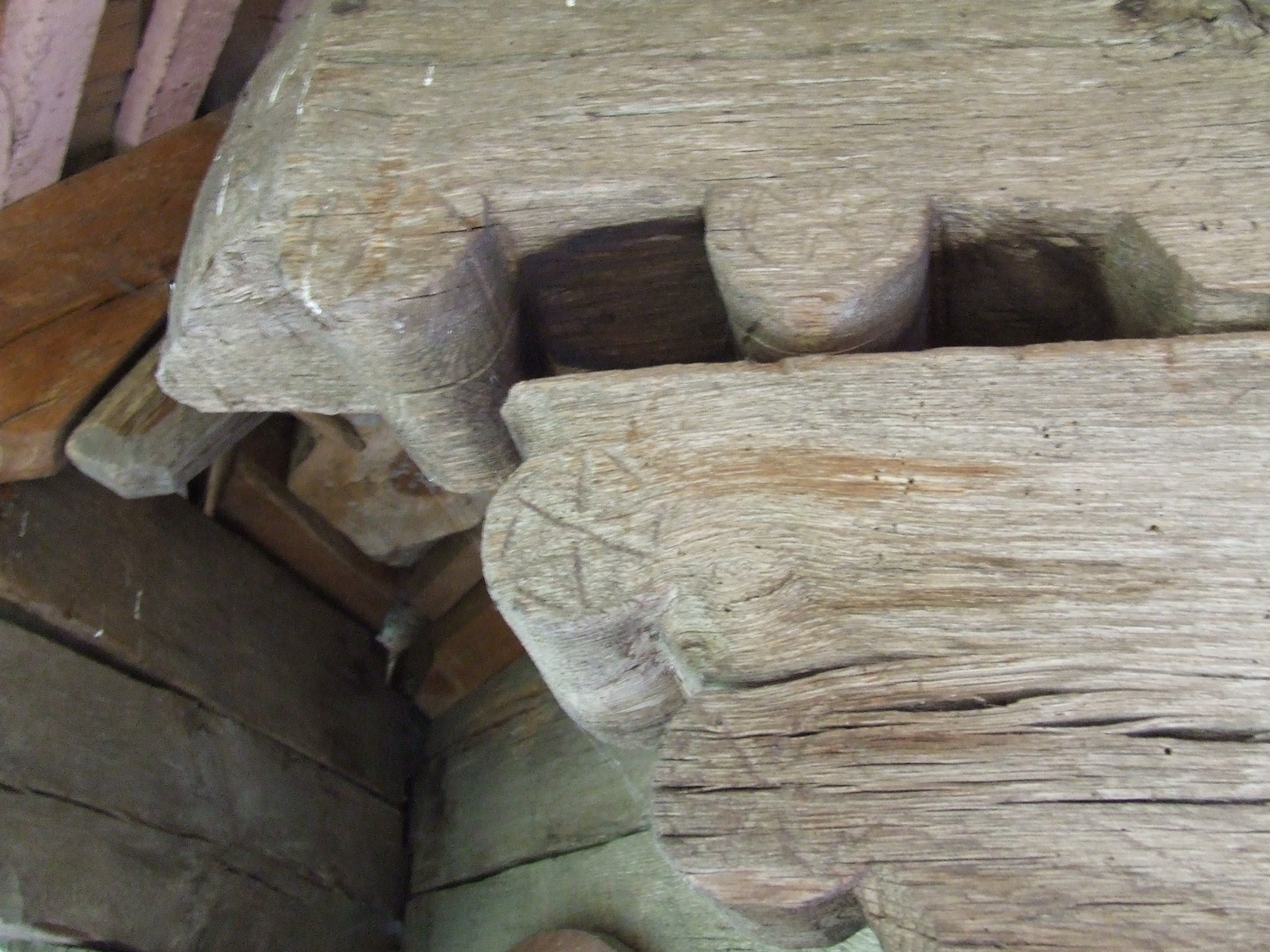
Detaliu consolă
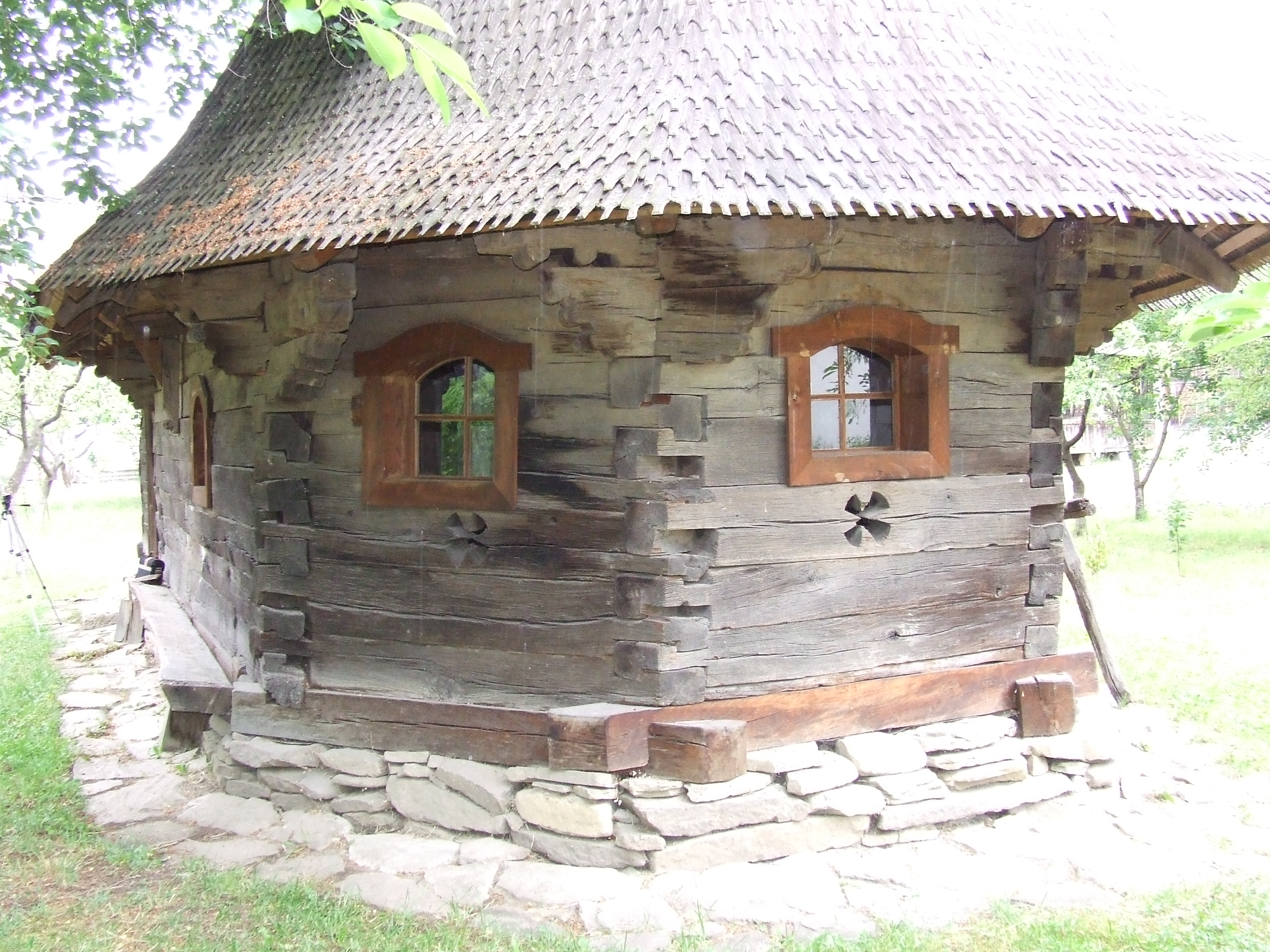
Absida altarului
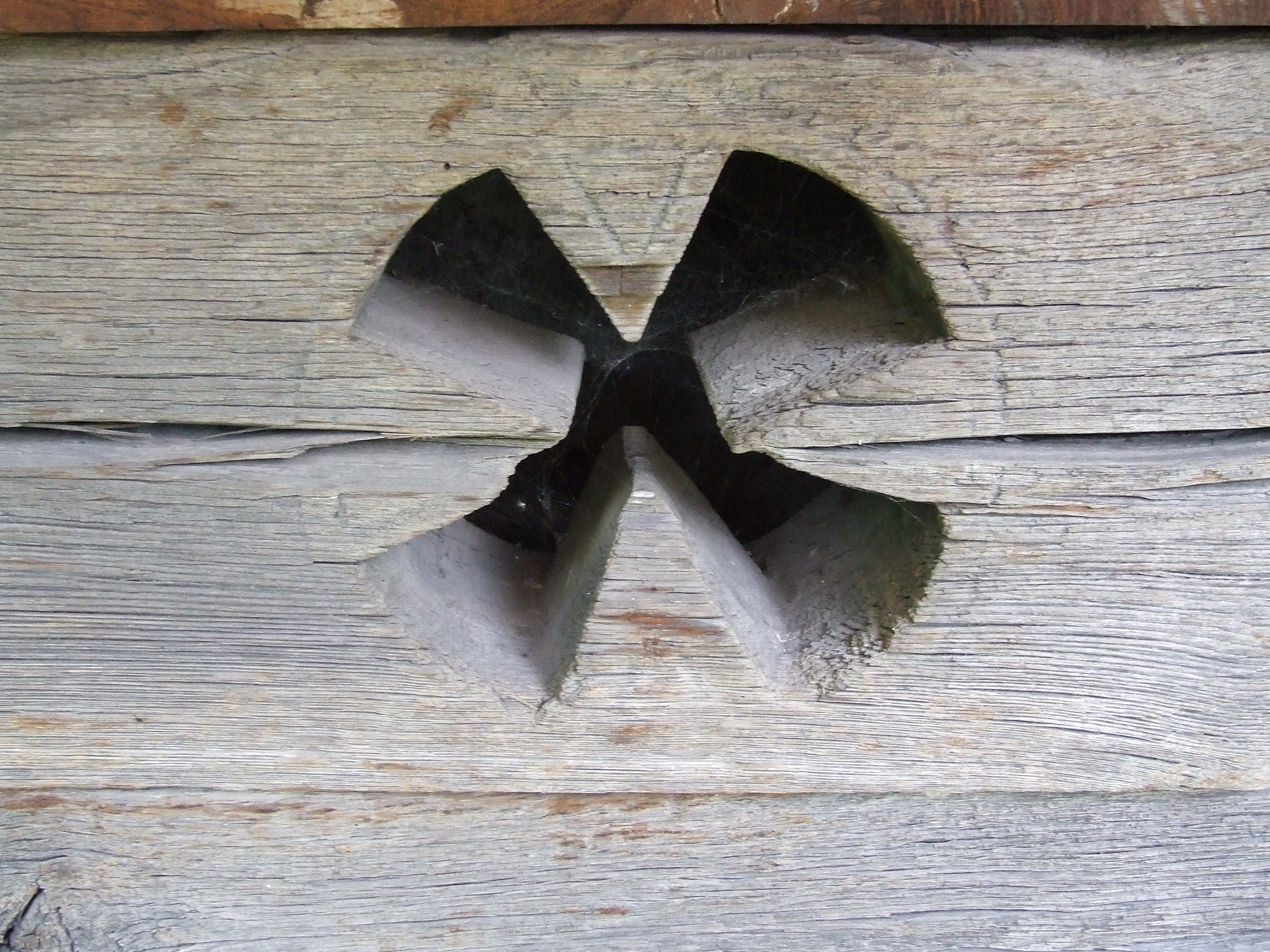
Aerisitor
Îmbinare
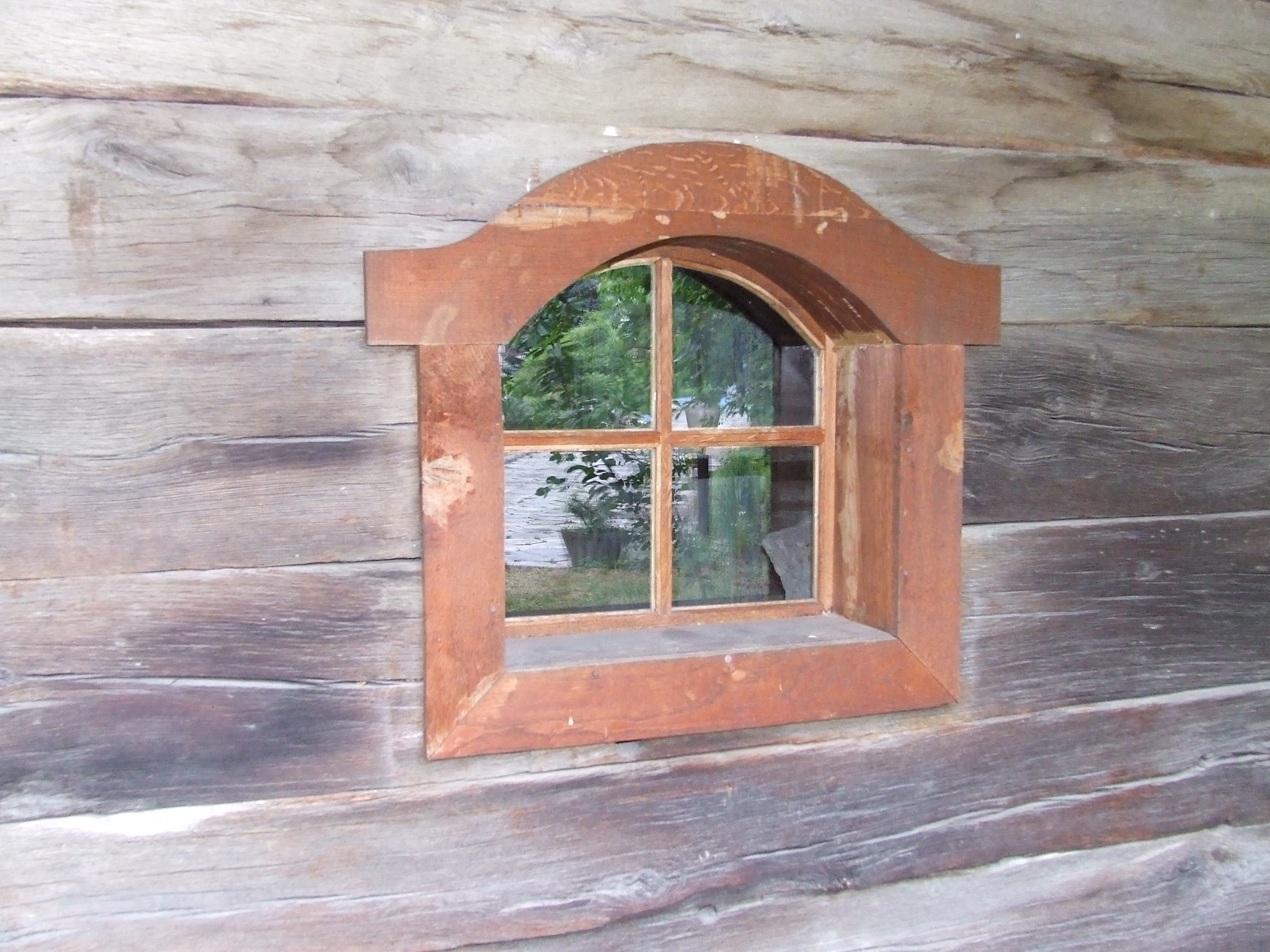
Fereastră
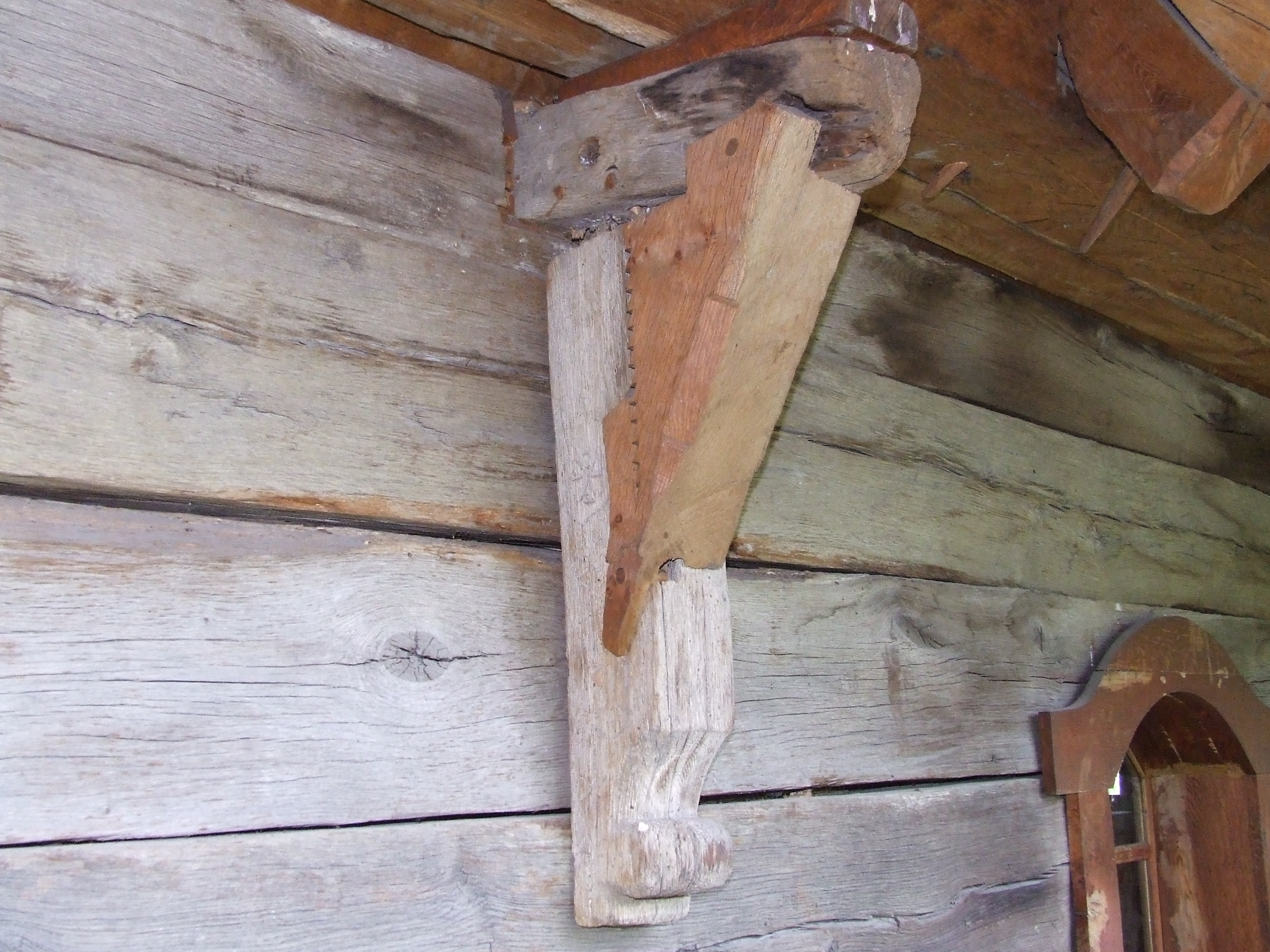
Consolă
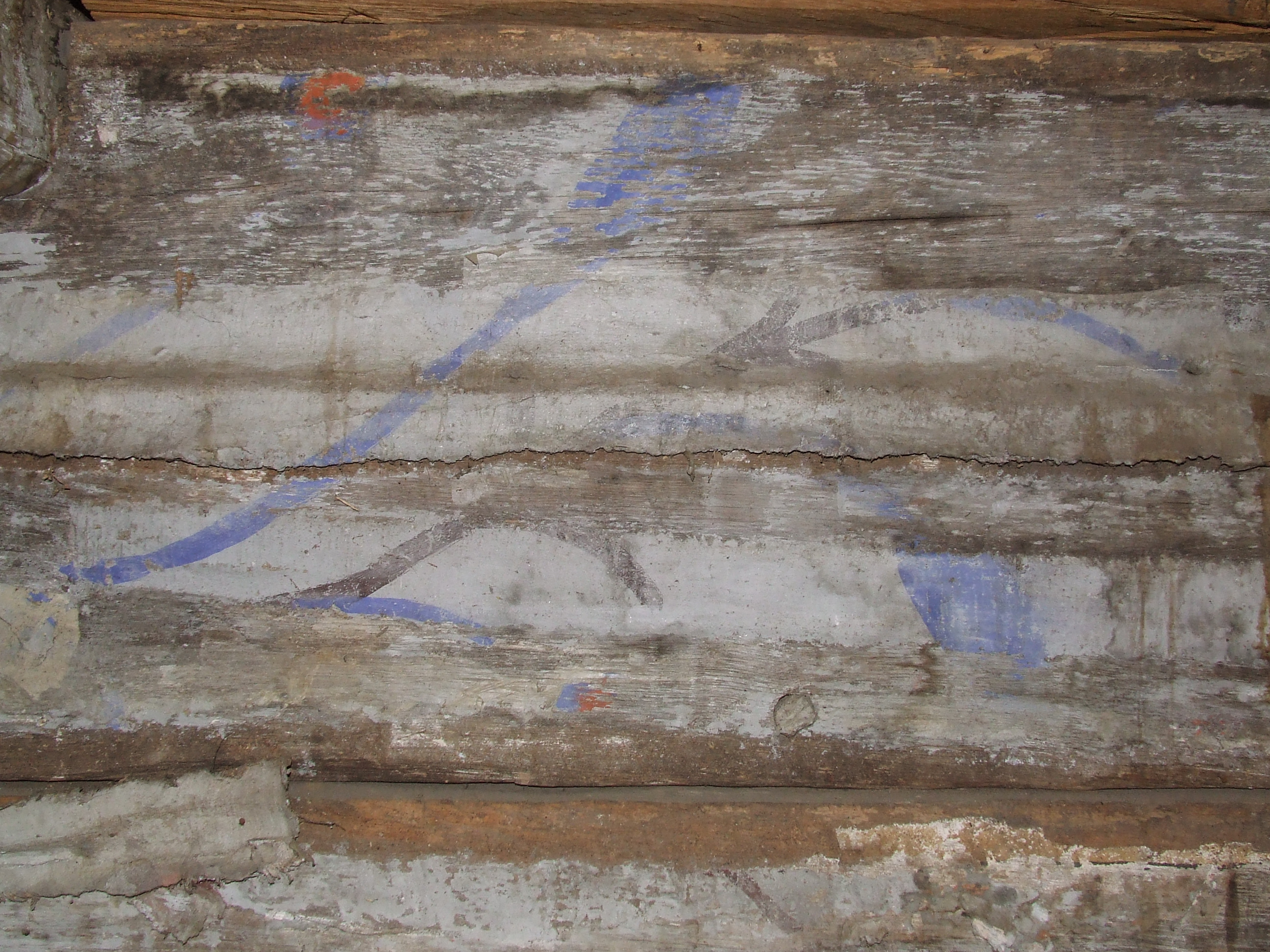
Pictura pronaosului
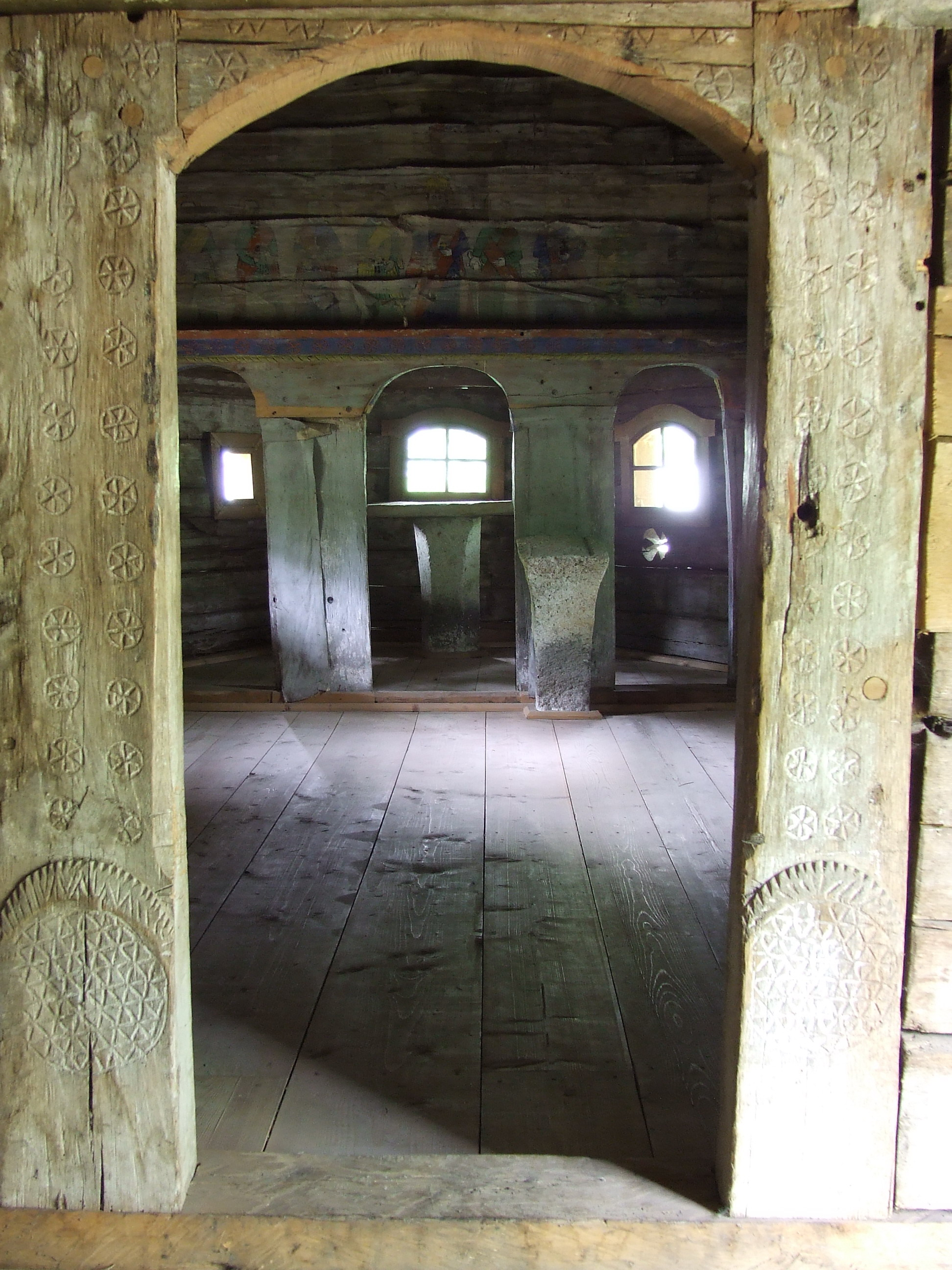
Portalul interior
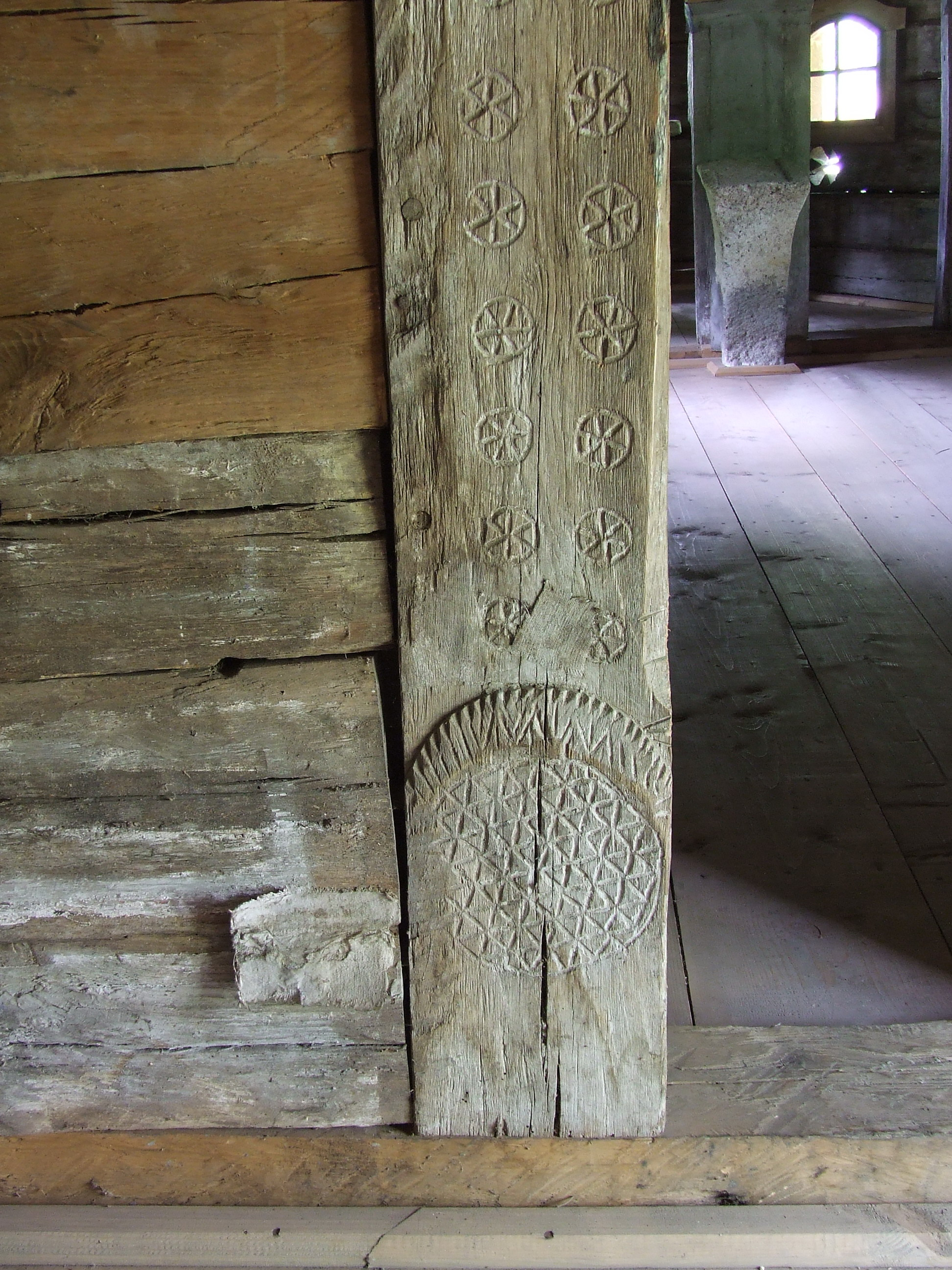
Detaliu portal interior
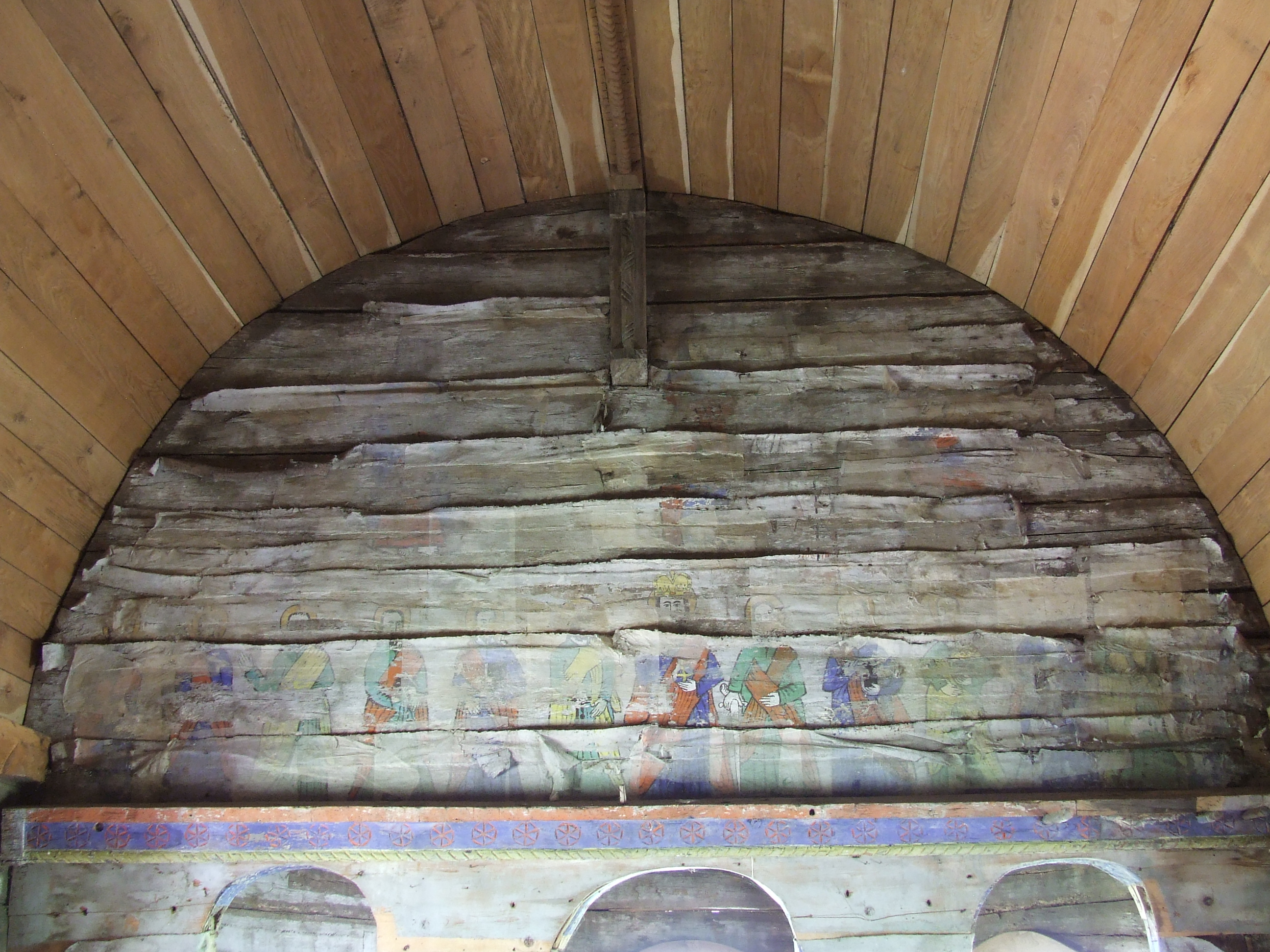
Tâmpla bolţii spre altar
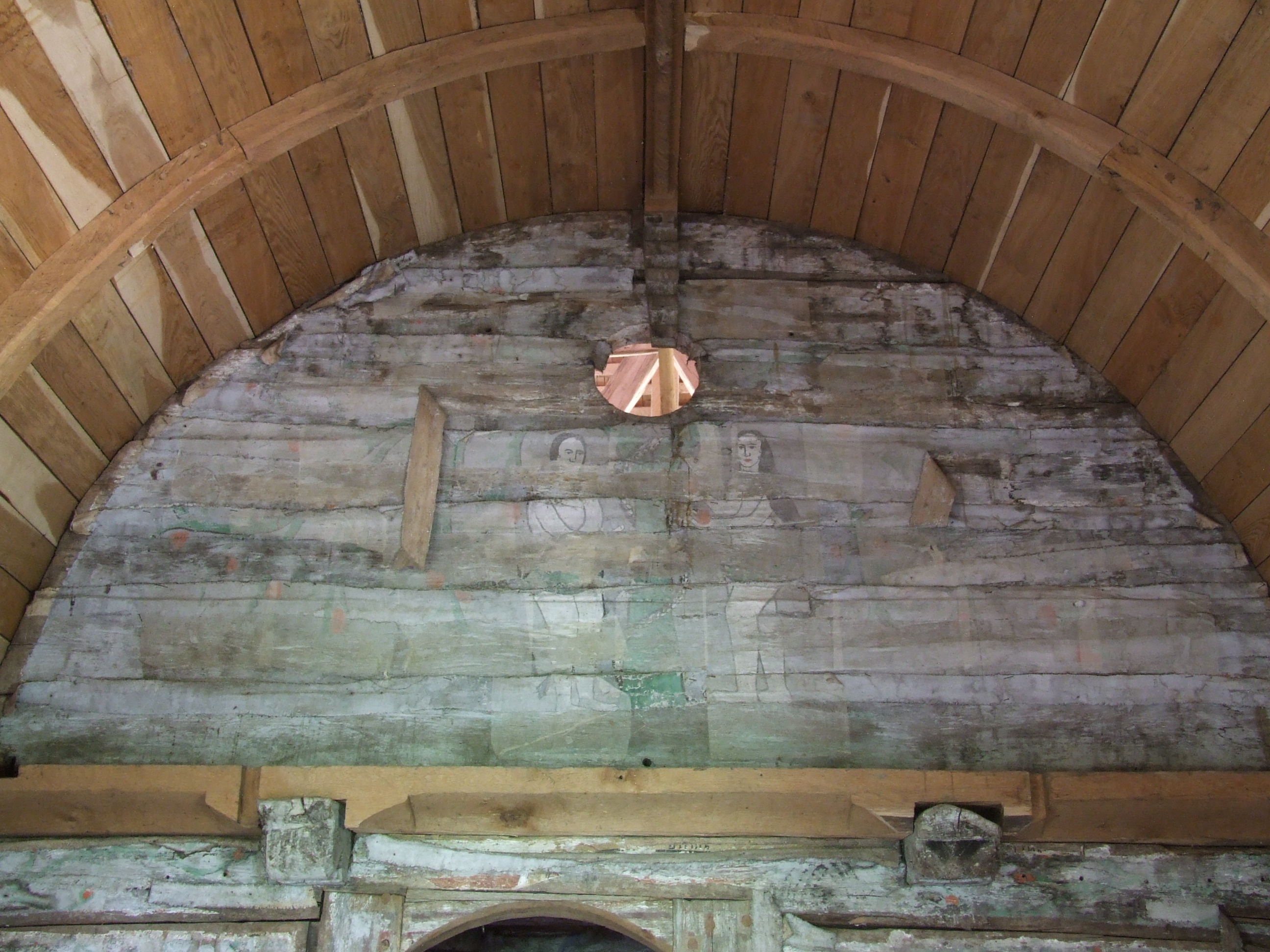
Tîmpla bolţii spre pronaos
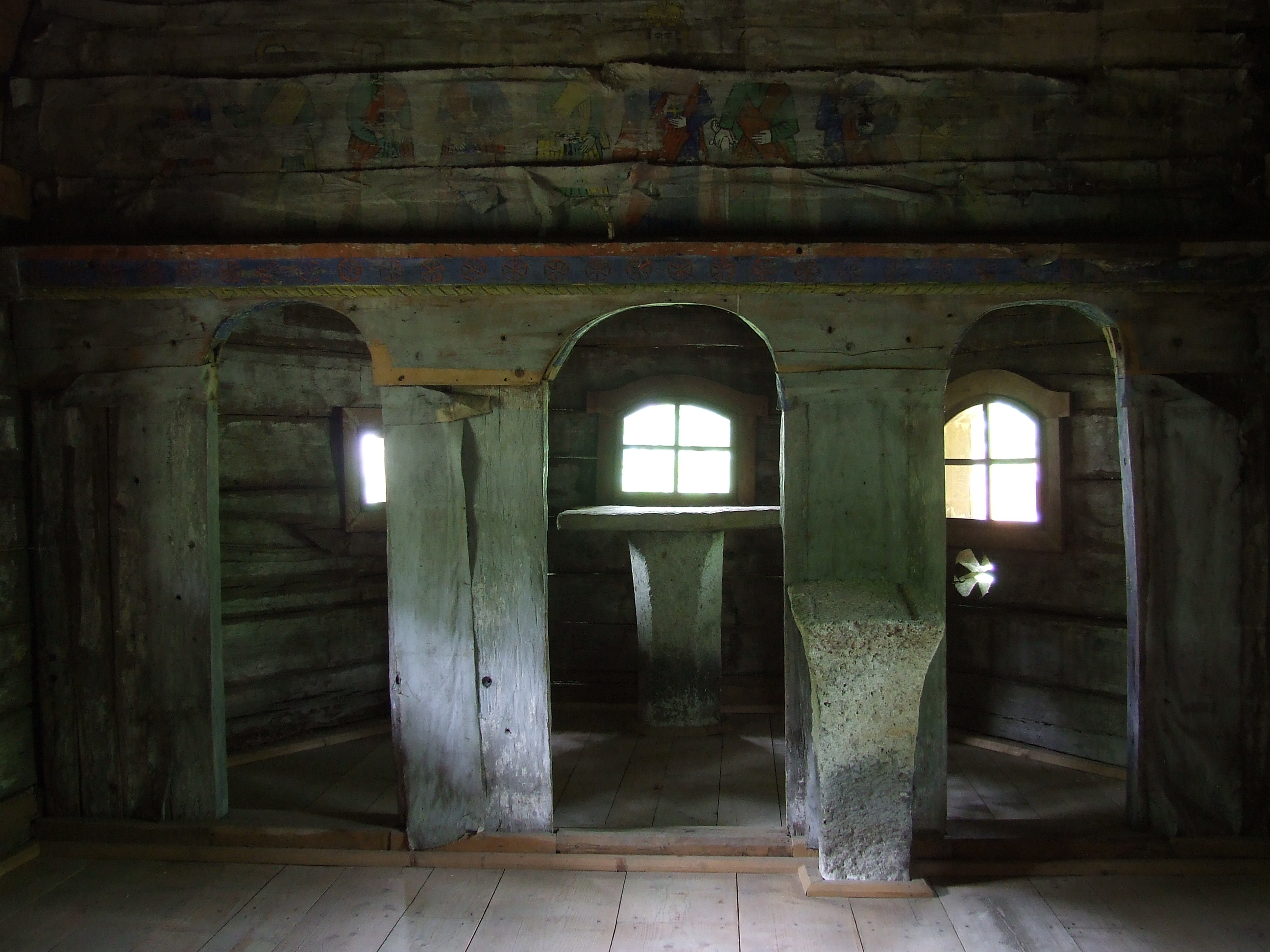
Intrările în altar
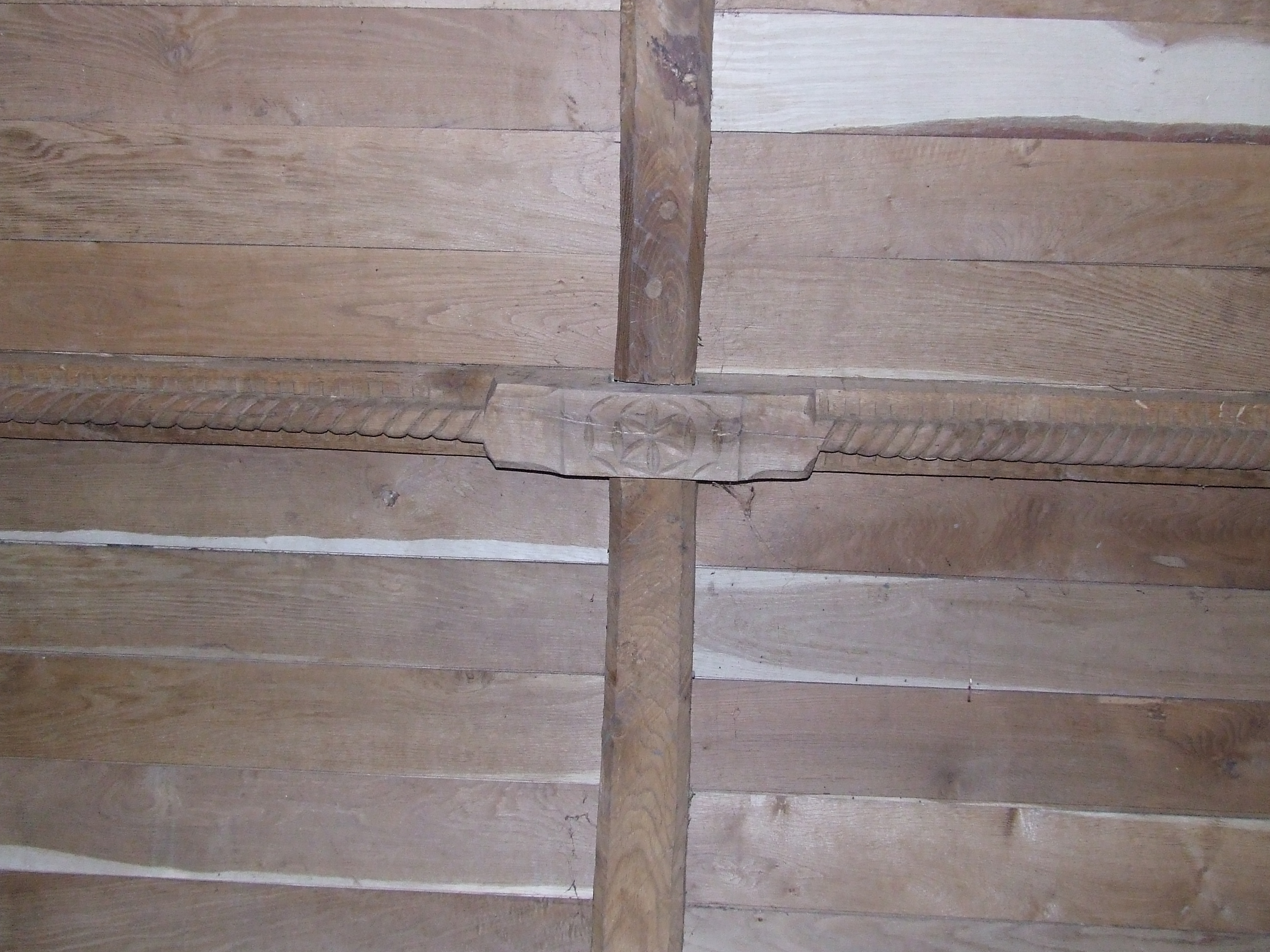
Intersecţia dintre meşter-grindă şi arc-dublou. Reconstituire
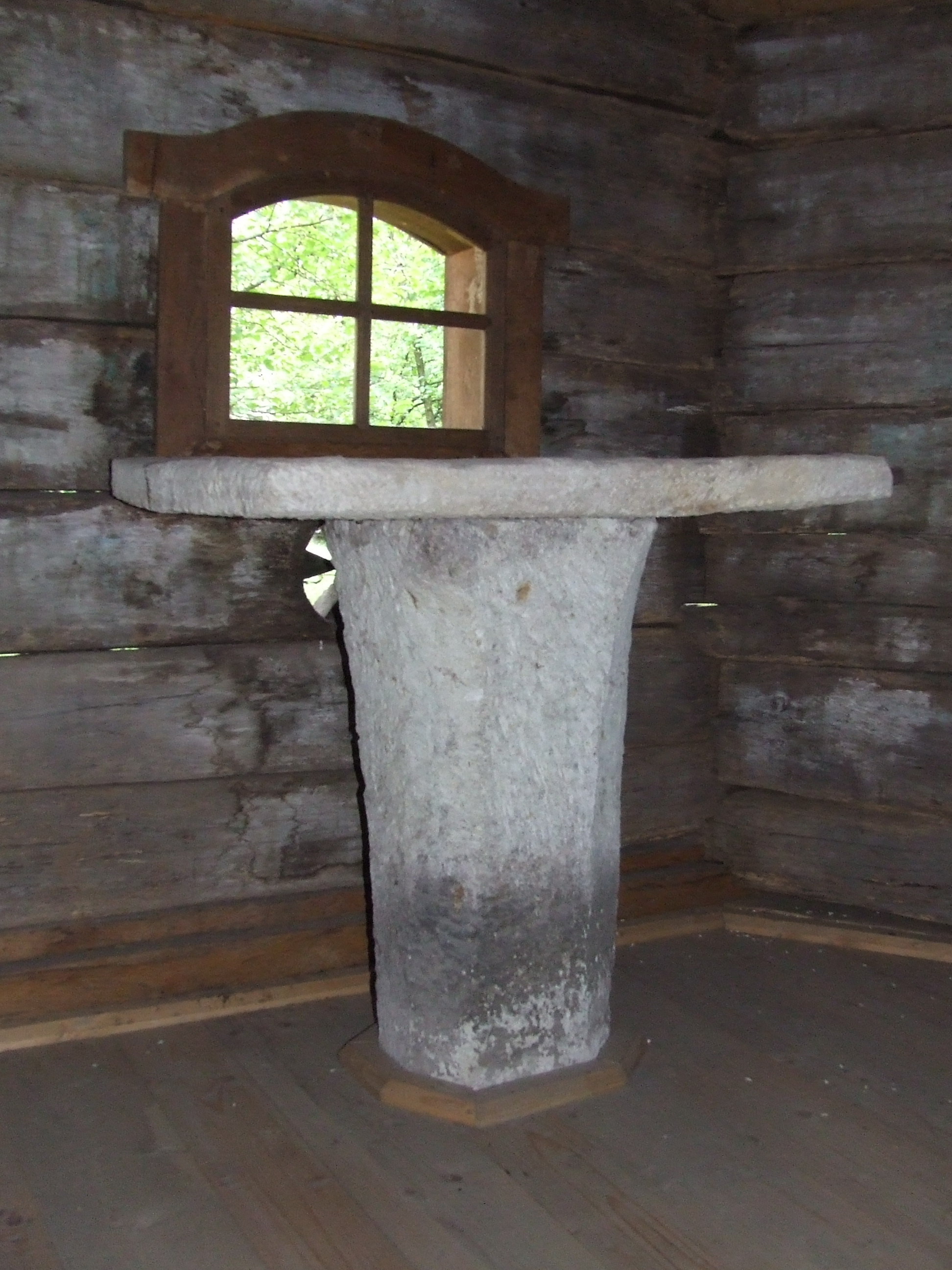
Masa altarului
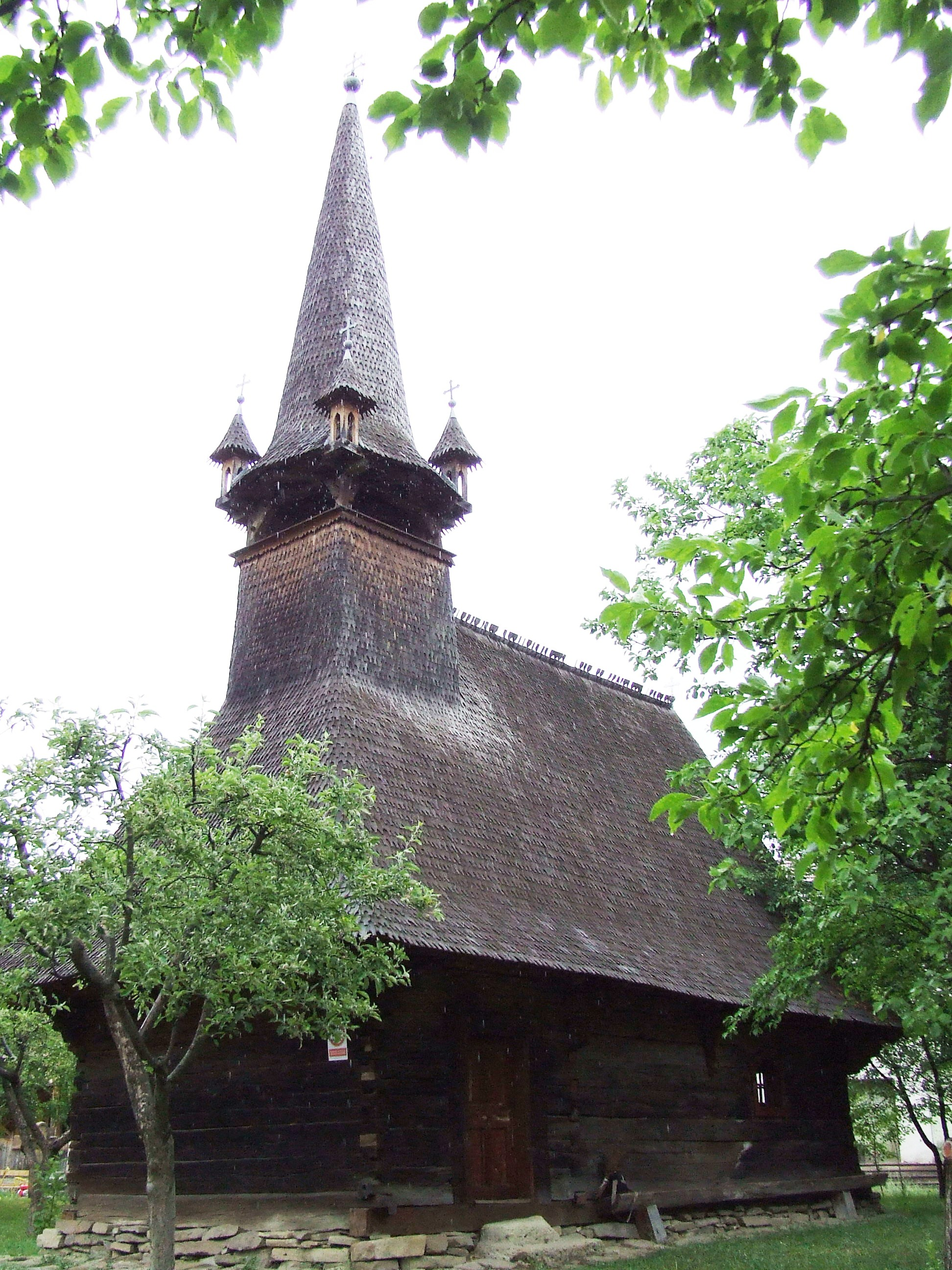
Vedere de ansamblu din sud-vest